# Sursă închisă
Sursa închisă reprezintă un termen pentru software lansat sau/și distribuit fără codul sursă al acestuia. În general, înseamnă că numai fișierele binare ale unei aplicații 
software sunt distribuite iar licența nu permite accesul la codul sursă al programului. Codul sursă al programului poate fi păstrat ca un Secret comercial al companiei. Accesul la codul sursă de terțe părți necesită în mod obișnuit semnarea unui Contract de confidențialitate.

## Exemple de software cu sursă închisă

### Software gratuit
Exemple de software gratuit cu sursă închisă sunt Adobe Reader și Skype.

### Software plătit
Exemple de software plătit sunt Microsoft Office, WinRAR, Microsoft Windows

## Confuzii
Sursa închisă nu este neapărat un sinonim al software-ului plătit sau gratuit.